# Альберт Гаррис
Альберт Гаррис (Арон Гекельман) (пол. Albert Harris; 1911—1974) — польский композитор и певец.

## Биография
Родился 28 ноября 1911 года в Варшаве в семье Копля Гекельмана, занимающегося торговлей, еврей.
Воспитывался в среде польско-еврейского мещанства, окончил еврейскую гимназию «Аскола» (преподавание велось на польском языке). После получения аттестата зрелости дебютировал как куплетист на небольшой фабрике граммофонных пластинок «Lonora Electro».
Гаррис брал уроки пения, отлично играл на пианино, изучал композицию и таким образом получил возможность записываться на более престижных фирмах грампластинок. В 1933 году он записывался в студии фабрики грампластинок «Cristal Electro», сотрудничество с которой продолжалось в течение трёх лет. Свои записи он делал под псевдонимами: Альберт Лифф (для «Lonora Elektro») и Альберт Холм (для «Cristal Electro»). Последним псевдонимом он стал подписывать собственные песни, которые начал сочинять в 1934 году.
Пик карьеры певца пришёлся на 1936—1939 годы, когда он мог заключать контракты с самой лучшей фабрикой в Польше — с варшавским «Одеоном». В это же время он принял третий, наиболее известный свой псевдоним: Альберт Гаррис, ставший позже его новой фамилией, под которой сочинял и исполнял песни.
С началом Второй мировой войны Гаррис эвакуировался в Белосток (в армию его не призвали из-за близорукости). В 1940 году певец перебрался во Львов. Там он начал выступать с оркестром Генриха (Хенрика) Варса гастролирующего в то время по многим городам СССР. Первое турне по Советскому Союзу коллектива Варса началось в августе 1940 года с Одессы. Затем последовали Ленинград, Киев, Москва, Харьков, Воронеж.
Когда Львов был оккупирован немцами, Гаррис жил в российской глубинке и об этом периоде его жизни информация крайне скудная. Известно только, что в 1944 году по заказу Союза Польских Патриотов он вместе со своим братом Мечиславом (1901—1990; известный польский певец) записал в студии Апрелевского завода несколько пропагандистских пластинок в сопровождении оркестра Эдди Рознера. Эти записи передавались в эфир радиостанцией «Пчёлка» в Люблине.
После войны Альберт Гаррис продолжил артистическую деятельность, и прежде всего — композиторскую. Он всё меньше записывался на грампластинках, выступал с сольными концертами. В 1950 году он объявился в Стокгольме, позже он покинул Швецию, выехав сначала в Венесуэлу, а оттуда — в США.
Умер в 1974 году в США в безвестности. Точное место смерти и захоронения неизвестно.
В оркестре Эдди Рознера Гаррис подружился с музыкантом Юрием Цейтлином, который написал тексты к некоторым мелодиям Гарриса. В своей книге «Взлёты и падения великого трубача Эдди Рознера» Цейтлин так вспоминал о Альберте Гаррисе:

«Самое удивительное, что он не знал нот! И, естественно, сам не мог записать придуманные им мелодии. А новые мелодии рождались у него очень часто. У Альберта было врожденное чувство музыкальной формы. Все, что он начинал напевать, сразу становилось законченным музыкальным фрагментом — в восемь или шестнадцать тактов. Он не сочинял, не конструировал музыку. Не выводил её, как некоторые композиторы, из гармоническо-математического лада. Его музыка рождалась сама. Она возникала из его сиюминутного состояния или настроения».